# 홍남순
홍남순(洪南淳, 1912년 7월 20일 ~ 2006년 10월 14일)은 대한민국의 변호사이자 인권운동가이다. 1963년 변호사로 개업한 뒤, 군부 통치가 강압하던 시대에 긴급조치법 위반 사건의 변론과 양심수들을 위한 무료 변론을 많이 맡아 한국의 대표적인 인권변호사로 꼽힌다. 5·18 광주 민주화 운동 당시에는 시민 학살에 항의하는 뜻으로 행진을 펼치다 내란 수괴 혐의로 무기징역을 선고받기도 했다.
홍남순은 1912년 7월 20일 전남 화순군 도곡면에서 태어났다. 월곡의숙, 능주보통학교 졸업 후 학업에 대한 열망으로 19세에 밀항선을 타고 일본으로 건너가 와카야마공립상공학교를 졸업하고 귀국, 37세 나이로 1948년 변호사 시험에 합격했다. 그의 나이 38세에 6·25 전쟁에 참전했고, 1953년 광주지법 판사로 임관, 광주고법, 대전지법을 거쳐 1963년 변호사로 나섰다.
1965년 한일협정 반대 발언으로 문제가 된 전 국회의원 유옥우 사건을 필두로 학생, 정치인 등 양심수들을 위해 60건 이상을 무료 변론해 ‘법보다 양심’을 중시하는 변호사로 명성을 얻었다. 1973년 전남대 ‘함성’지 사건, 1976년 3·1구국선언, 1978년 전남대 송기숙 교수의 교육지표사건 등 30여건의 긴급조치법 위반사건도 맡았다.
1980년 5·18민주화운동 당시에는 일흔의 나이에 내란수괴 혐의로 신군부에 체포돼 무기징역을 선고받고 1년 7개월간 옥고를 치르기도 했다. ‘광주 5·18구속자협의회’ 회장으로 추대된 고인은 군부독재에 맞서 민주화 운동과 5·18명예회복에 주력했으며, 이 같은 공로로 1985년 가톨릭 인권상과 1986년 대한변호사회 인권상, 1993년 국민훈장 무궁화장을 받았다. 그는 2001년 11월 뇌출혈로 쓰러진 지 5년 만인 2006년 10월 14일 별세했다.

## 상훈과 추모
- 1985년 2월 : 한국가톨릭평신도 사도직협의회 정의부문 대상
- 1986년 : 대한변호사회 회장 증정 인권상
- 1993년 : 대한민국 국민훈장 무궁화장
- 1997년 : 심산 김창숙 선생상

## 평가
홍남순 변호사의 빈소를 찾아온 박근혜 전 한나라당 대표는 "일생을 원칙을 갖고 양심을 지키면서 올곧게 살아오신 분. 우리나라 인권신장과 민주주의 진전에 기여해 오신 분"으로 평가했다.
정동영은 "인권과 자유의 전도사였던 홍 선생님의 희생정신은 영원할 것이라며 어른의 뜻인 평화와 자유를 지키는 것이 광주시민과 대한민국 국민의 사명"이라고 말했다.
고건 전 총리도 이날 오후 빈소를 찾아 "자신이 전남도지사 재직시절 고인으로부터 많은 가르침을 받았으며 민주화와 인권을 위해 굽힘이 없었던 고인을 우리 사회의 큰 스승이었다"고 평가하고 넋을 기렸다.
그의 지인들은 "신군부의 서슬퍼런 고문과 협박 앞에서도 홍 변호사는 전혀 기 죽지 않는 모습을 보여줬다"고 회고한 바 있다.